# Тайога Тауншип (округ Тайога, Пенсільванія)
Тайога Тауншип (англ. Tioga Township) — селище (англ. township) в США, в окрузі Тайога штату Пенсільванія. Населення — 938 осіб (2020).

## Демографія
Згідно з переписом 2010 року, у селищі мешкала 991 особа в 407 домогосподарствах у складі 283 родин. Було 493 помешкання
Расовий склад населення:
| - 97,2 % — білих - 0,5 % — чорних або афроамериканців - 0,3 % — азіатів |

До двох чи більше рас належало 1,8 %. Частка іспаномовних становила 1,1 % від усіх жителів.
За віковим діапазоном населення розподілялося таким чином: 19,7 % — особи молодші 18 років, 61,6 % — особи у віці 18—64 років, 18,7 % — особи у віці 65 років та старші. Медіана віку мешканця становила 44,3 року. На 100 осіб жіночої статі у селищі припадало 106,0 чоловіків;  на 100 жінок у віці від 18 років та старших — 107,3 чоловіків також старших 18 років.
Середній дохід на одне домашнє господарство  становив 60 308 доларів США (медіана — 42 875), а середній дохід на одну сім'ю — 75 791 долар (медіана — 54 722). Медіана доходів становила 46 607 доларів для чоловіків та 38 333 долари для жінок. За межею бідності перебувало 12,1 % осіб, у тому числі 20,3 % дітей у віці до 18 років та 8,0 % осіб у віці 65 років та старших.
Цивільне працевлаштоване населення становило 401 особа. Основні галузі зайнятості: освіта, охорона здоров'я та соціальна допомога — 29,7 %, виробництво — 20,4 %, мистецтво, розваги та відпочинок — 11,5 %, будівництво — 11,0 %.